# Керманшах (остан)
Керманша́х (перс. كرمانشاه‎ — Kermânšâh; курд. Kirmaşan) — одна из 31 провинции (останов) Ирана, граничит с Ираком. C 1979 по 1990 годы провинция называлась Бахтаран. Координаты столицы: ().
Площадь — 24 998 км², население — 1 879 385 человек (2006). Административный центр — город Керманшах (800 тыс.), другие крупные города — Исламабаде-Герб (90 тыс.), Харсин (52 тыс.), Кангавар (50 тыс.), Сонкор (45 тыс.), Джаванруд (44 тыс.), Сахне (35 тыс.), Сарполь-Захаб (35 тыс.), Паве (20 тыс.), Кайханшехр (20 тыс.), Гилан-э-Герб (20 тыс.), Ревансер (17 тыс.), Касре-Ширин (16 тыс.).

## История
Территория провинции была активно заселена со времён палеолита и неолита, знаменита во времена династий Ахеменидов и Сасанидов. Город Керманшах — один из самых древних в Иране.

## Административное деление
Провинция делится на 14 шахрестанов:
1. Гилангерб
2. Далаху
3. Джаванруд
4. Исламабад-э-Герб
5. Каср-э-Ширин
6. Кангавар
7. Керманшах
8. Паве
9. Равансар
10. Селас-э-Бабаджани
11. Сарполь-э-Захаб
12. Сахне
13. Сонкор
14. Харсин

## Экономика
Основные отрасли экономики — химическая, нефтеперерабатывающая, текстильная, пищевая, электротехническая, кожевенно-обувная промышленность, производство стройматериалов, сельское хозяйство (рис, сахарная свекла, овощи, фрукты, масличные), торговля, транспорт.
В городе Керманшах расположены нефтехимический завод «Нэшнл Ираниан Петрокэмикл Компани», нефтеперерабатывающий завод «Нэшнл Ираниан Ойл Рефайнинг энд Дистрибьюшн Компани».

## Достопримечательности
В городе Керманшах расположены базар, мечети и дома эпохи Каджаров (в том числе Пятничная мечеть, мечеть Текье Моавен-оль-Молк и дом Хаджа Баруха в бывшем еврейском квартале), мост Поль-э Кохне эпохи Сефевидов. Возле Керманшаха расположены скала Бехистун с надписями и рельефами эпохи Ахеменидов и Парфии (включая статую Геракла и «пещеру Охотников»), скальный комплекс Так-э-Бостан эпохи Сасанидов, пещера До-Ашкафт. В городе Кангавар расположены руины древнего Конкобара и храма Анахита эпохи Парфии, в окрестностях — холм Годин-Тепе с руинами эпохи Элама.
В городе Сонкор расположена башня-гробница Малек. В городе Касре-Ширин интересны руины крепости эпохи Сасанидов. Возле города Харсин расположены скальные гробницы Иссакванд (эпохи Мидии, Ахеменидов, Селевкидов и Парфии) и скальные гробницы Сорх-Дех (эпохи Ахеменидов). Возле города Сахне расположены руины средневекового города Динавар. Возле города Сарполь-Захаб расположены скальные надписи Докан-Давуд и рельефы Анобанини.
В городе Джаванруд расположена древняя крепость, в окрестностях — пещера Кават. Возле города Равансар расположены карстовые источники, скальные гробницы Так-э Фархад эпохи Ахеменидов, холмы с руинами древнейших поселений и несколько пещер. Возле города Паве расположена пещера Кури-Калех. Также в провинции расположены руины древнейшего поселения Ганджи-Даре, руины древнего города Хулван, пещера Парав.
Свидетельства присутствия нижнепалеолитической индустрии зафиксированы на холме Гакия, расположенном примерно в 14 км к востоку от Керманшаха. Артефакты раннего палеолита из провинции Керманшах датируются возрастом от 700 тыс. до 1 млн л. н. Специфическая грушевидная структура найденных топоров характерна для Homo erectus, а также для ассоциированного с этим видом гейдельбергского человека (Homo heidelbergensis).